# コルネリウス・ランチョス
コルネリウス・ランチョス（英語: Cornelius Lanczos, ハンガリー語: Lánczos Kornél; ラーンツォシュ・コルネール）（1893年2月2日 - 1974年6月25日）は、ハンガリーの数学者・物理学者。
ランチョスの博士論文は相対性理論に関するものであった。1924年に円筒対称な軸の周りを剛体回転するダスト粒子を表すアインシュタイン方程式の厳密解を発見した。これは後にウィレム・ヤコブ・ファン・ストックムにより再発見され、今日ではファン・ストックムのダストとして知られている。一般相対性理論における最も単純な解の一つで、時間的閉曲線を持つ重要な例と考えられている。ランチョスはアルベルト・アインシュタインの助手を1928年から1929年まで勤めた。
彼は現在高速フーリエ変換として知られている手法について先駆的な業績を残したが、当時はその重要性が評価されず、今日ではCooley-TukeyによるFFTアルゴリズムとして知られている。
1949年以降、ロサンゼルスのアメリカ国立標準技術研究所において、ランチョスはデジタルコンピュータのための以下の数学計算手法を開発した。
- 大規模対称行列の固有値、固有ベクトル、固有空間を求めるためのランチョス法
- ガンマ関数のためのランチョス近似（英語版）
- 線型方程式系を解くための共役勾配法

1962年に、ランチョスは一般相対性理論において基本的な役割を果たすワイル・テンソルが、今日ランチョス・ポテンシャルと呼ばれているテンソル・ポテンシャルから得られることを示した。
ランチョス・リサンプリングは、理想的なsinc関数を近似する実用的なアップサンプリング・フィルターとして用いられている。
ランチョスは物理学の教師として際立った能力を持っていた。著書「解析力学と変分原理」（"The Variational Principles of Mechanics", 1949年）などは、彼の力量と情熱をよく示している。
マッカーシズムの時代になると、彼は共産主義者との関わりについて疑いをかけられた。1952年に彼はアメリカを去り、アイルランドのダブリン高等研究所に移ってエルヴィン・シュレーディンガーの後継者となった。そこで彼は現在古典として知られている著書「応用解析」("Applied Analysis", 1956年）を書いた。